# Прапор Сможа
Пра́пор Сможа — офіційний символ села Сможе Львівської області, затверджений 14 вересня 2000 року сесією сільської ради.
Автор — А. Гречило.

## Опис прапора
Квадратне синє полотнище, на якому жовтий лапчастий хрест (розмах рамен рівний 1/2 сторони прапора), над ним — жовта 8-променева зірка (вписана в умовне коло діаметром у 1/4 сторони прапора), обабіч якої жовті літери «С» та «Н».

## Зміст
Сможе 1760 р. отримало привілей на міські права та дозвіл використовувати подібний герб, але з латинськими літерами «S» та «N», що мали означати назву Сможе Нижнє. Давній сюжет ліг в основу сучасного герба та прапора.